# Tritoniopsis flava
Tritoniopsis flava är en irisväxtart som beskrevs av John Charles Manning och Peter Goldblatt. Tritoniopsis flava ingår i släktet Tritoniopsis och familjen irisväxter. Inga underarter finns listade i Catalogue of Life.